# راجر برنبام
راجر برنبام (انگلیسی: Roger Birnbaum؛ زادهٔ ح. ۱۹۵۰) یک تهیه‌کننده اهل ایالات متحده آمریکا است.

## فیلم‌شناسی
- هفت دلاور
- ساعت شلوغی